# 木村譲二
木村 譲二（きむら じょうじ、1929年4月12日 - ）は、日本の作家、翻訳家、国際戦略研究家。
内外事情研究所主任研究員、国際安全保障問題アナリスト。日本推理作家協会 所属。筆名に片瀬 礼二。

## 来歴
中華民国・漢口（現・中華人民共和国武漢市）生まれ。旧制別府中学校（現・大分県立別府鶴見丘高等学校）卒。
PANA通信特派員としてベトナム戦争を取材した。

## 著書
- 『アメリカ歴史の旅 日米比較詳細年表付き』（今井今朝春写真、グリーンアロー出版社） 1976
- 『拳銃図鑑』（今井今朝春写真、平凡社カラー新書） 1980
- 『NASA物語 米宇宙開発を辿る巨大科学の足跡』（ワールドフォトプレス） 1983
- 『壮烈 日系部隊 442部隊の死闘と栄光』（日本文華社、小説新書） 1984
- 『五十一番目の州 長編クライシス・ノベル』（光文社文庫） 1986
- 『たった一人の特殊部隊 長編サスペンス・アクション』（光文社文庫） 1987
- 『消えた観光団 南海の特殊部隊』（光文社文庫） 1987
- 『北海の特殊部隊 長編サスペンス・アクション』（光文社文庫） 1988
- 『謀略海峡の特殊部隊』（光文社文庫） 1988
- 『二人だけの特殊部隊』（光文社文庫） 1989
- 『熱帯油田の特殊部隊』（光文社文庫） 1989
- 『軍事の記号学』（朝日新聞社） 1989
- 『ハイテク戦争の特殊部隊』（光文社文庫） 1990
- 『麻薬(コカイン)カルテル対特殊部隊』（光文社文庫） 1990
- 『暗殺者を撃て!特殊部隊』（光文社文庫） 1991
- 『ステルス高速艇』（天山文庫） 1991
- 『恐怖の配当』（光文社文庫） 1991
- 『沖ノ鳥島は燃えているか 199X年日本領土防衛作戦』（光文社文庫） 1992
- 『追撃スカッド・ミサイル狩り』（天山出版） 1992
- 『黄金の鮫を追え 「最後のKGB」東京作戦』（光文社文庫） 1992年
- 『ブルー・ヘルメット UNTAC日本代表誘拐さる』（光文社文庫） 1993
- 『平成日本海海戦』（光文社文庫） 1993
- 『平成の零式艦上戦闘機』（光文社文庫） 1994
- 『平成の日本本土決戦』（光文社文庫） 1994
- 『平成の朝鮮動乱』（光文社文庫） 1995
- 『平成の紫電改局地戦闘機』（光文社文庫） 1995
- 『平成の二・二六事件』（光文社文庫） 1996
- 『疾(はし)る標的 臨海副都心ホテル・ジャック』（光文社文庫） 1997
- 『謀略の海域 消えた核燃料運搬船』（光人社NF文庫） 1997
- 『21世紀の戦争 日本は、世界は、どうなる?』（光文社文庫） 1999
- 『日本人と戦争 そして、これから…』（光文社文庫） 2000
- 『世界の平和日本の役割 21世紀の自衛隊と戦争』（光文社、知恵の森文庫） 2001

### 共著
- 『アメリカ西部の旅』（遠藤貞雄共著、ワールドフォトプレス、ワールド・トラベル・ブック） 1972
- 『最新英和軍事用語辞典』（編、グリーンアロー出版社） 1998

## 翻訳
- 『リディアの日記』（リディア・アングローバ、新潮社、ポケット・ライブラリ 1964
- 『素顔の日本』（河崎一郎、二見書房） 1969
- 『本土決戦 日本侵攻・昭和20年11月』（D・ウェストハイマー、早川書房） 1971
- 『サヨナラ日本 小説・裸の商社マン』（河崎一郎、徳間書店） 1973
- 『風は偉大なる者を燃え立たせる 宇宙飛行士エリスン・オニヅカの生涯』（デニス・M・小川, グレン・グラント、監訳、PMC出版） 1989
- 『フォックス・ツー：ベトナム戦初のエースとなったパイロットの物語』（ランドル・カニンガム, ジェフ・エセル、グリーンアロー出版社） 1989

## 参考
- 『現代日本人名録』（日外アソシエーツ） 2002